# Great Witchingham
Great Witchingham è un villaggio e parrocchia civile dell'Inghilterra, appartenente alla contea del Norfolk.